# Society Hill (Caroline du Sud)
Pour les articles homonymes, voir Society Hill (homonymie).
Society Hill est une ville située dans le comté de Darlington, dans l’État de Caroline du Sud, aux États-Unis. Lors du recensement de 2020, elle comptait 438 habitants.